# Kostel Všech svatých (Vejprty)
Kostel Všech svatých ve Vejprtech je barokní sakrální stavbou, která je farním kostelem vejprtské římskokatolické farnosti. Je chráněn jako kulturní památka České republiky.

## Historie

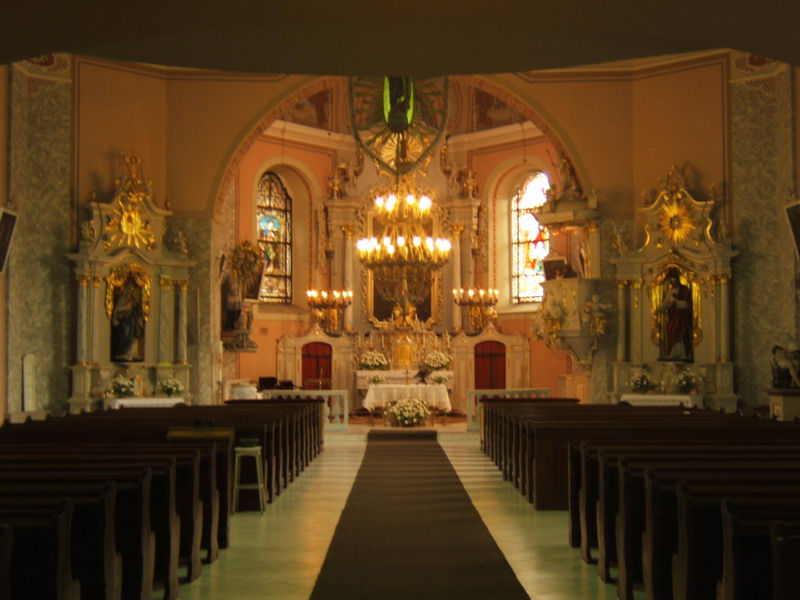
Interiér vejprtského kostela, pohled do presbytáře

Na místě původně stával hrázděný kostel z roku 1660. V letech 1783–1786 byl na jeho místě postaven pozdně barokní kostel Všech svatých. Věž je přístavbou z roku 1747, upravenou v roce 1785 a dále výrazně zvýšenou na 53 metrů v roce 1912. V průběhu 19. století bylo parkově upraveno okolí kostela. Po roce 1945 kostel zchátral a po roce 1990 byl v interiéru zásadně rekonstruován. V kostele se konají pravidelné bohoslužby.

## Architektura
Kostel je jednolodní stavba se zúženým, trojboce uzavřeným presbytářem. Věž je v ose představena před vstupní průčelí. Fasáda je členěna rámci, obdélná okna mají odsazené půlkruhové záklenky. Presbytář má valenou klenbu s výsečemi, loď má rákosový plochý strop na fabionu.